# Thunderbolt and Lightfoot
Thunderbolt and Lightfoot (br: O Último Golpe / pt: A Última Golpada) é  um filme policial feito em 1974 e dirigido por Michael Cimino, que também escreveu o roteiro.

## Elenco
- Clint Eastwood
- Jeff Bridges
- George Kennedy

## Prêmios e indicações

### Indicações
Óscar
- Melhor ator coadjuvante: Jeff Bridges - 1975[1]